# Алексіївська (Краснодарський край)
Алексіївська — станиця в Тихорєцькому районі Краснодарського краю. Центр Алексіївського сільського поселення.
Населення — 3,3 тис. мешканців (2002).
Станиця розташована на лівому березі річки Челбас, за 8 км південніше міста Тихорєцьк.

## Адміністративний поділ
До складу Алексіївського сільського поселення крім станиці Алексіївська входять також:
- селище Кирпичне (49 чол.),
- станиця Краснооктябрська (1 477 чол.),
- х. Красний Партизан (41 чол.),
- х. Москальчук (119 чол.),
- станиця Новоархангельська (768 чол.),
- селище Овочевий (84 чол.),
- селище Пригородний (1 415 чол.),
- х. Шкільний (50 чол.)

Населення всього 7 388 осіб